# Palau
 For alternative betydninger, se Palau (flertydig). (Se også artikler, som begynder med Palau)
Palau (officielt: Republikken Palau; palauisk: Beluu er a Belau; engelsk: Republic of Palau) er en stat i Stillehavet i Oceanien ca. 500 km øst for Filippinerne. Mod syd ligger Indonesien og mod øst Mikronesien. Palau består af seks øgrupper med mere end 300 øer i den vestlige del af øgruppen Carolinerne. Palau er medlem af FN.

## Historie
For 5-4000 år siden kom de første folk til Palau fra Indonesien. De dannede et samfund bestående af forskellige klasser, hvor de stærke mænd fik magten. Briterne fandt og navngav Palau, "The Pelew Island", i 1783. Landet blev dog underlagt det spanske kongerige indtil 1899, da Spanien tabte krigen i Amerika. Tyskland købte derfor Palau og Mikronesien. De to lande hang dengang sammen. Japan erobrede landet i 1914, fordi Tyskland var optaget af 1. verdenskrig. I 2. verdenskrig fik landet en hård medfart. For Japan og USA var det nemlig en vigtig brik i spillet om Filippinerne. USA vandt og underlagde Palau og Mikronesien. I krigen svandt befolkningen ind fra 45.000 til 6.000. 
Efter 34 år under amerikansk styre løsrev Palau sig i 1978 fra USA's Mikronesien. Øerne i Mikronesien blev af USA brugt til militære formål. Derfor lavede Palau en forfatning, som forbød atomvåben i landet. Landet blev selvstændigt i 1981. Den amerikanske regering så derefter igen en interesse i at have militære aktiviteter i gang på Palau, men den foreslåede aftale stred imod Palaus forfatning. Et flertal af befolkningen ville gerne have aftalen, men en slækning på forfatningen ville krævede minimum 75 % af stemmerne. Efter otte år og ni folkeafstemninger blev aftalen indgået den 1. oktober 1994, men det skyldtes kun at forfatningen var blevet ændret. Palaus nye status blev fri stat i associering med USA. Aftalen, som gælder 50 år, betyder en stor økonomisk bonus til Palau de første 15 år af tidsperioden.

## Geografi
Palau har 300 øer, hvoraf den største er Bapelthuap. Øernes grund er klipper, og megen nedbør har gjort øerne helt grønne, mens de mange strande er hvide. Der er store koralrev.
Klimaet er tropisk med kraftig nedbør, som løber op til 3700 mm om året. Der er indimellem kraftige storme. Den årlige middeltemperatur er 31 grader. 

## Administrativ inddeling
Palau består af 16 provinser. Den mest folkerige provins er Koror med ca. 14.000 indbyggere. Arealet af en provins er på størrelse med en lille dansk kommune.
- Aimeliik
- Airai
- Angaur
- Hatohobei
- Kayangel
- Koror
- Melekeok
- Ngaraard
- Ngarchelong
- Ngardmau
- Ngatpang
- Ngchesar
- Ngeremlengui
- Ngiwal
- Peleliu
- Sonsorol

## Politik
Palau er en republik med associering fra USA. USA tager sig af militær, men ellers står Palau selv for alle beslutningerne. Man har en præsident, som vælges for 4 år af gangen. Fra de 16 delprovinser i Palau, kommer en folkevalgt til Repræsentanternes Hus. Sammen med Senatet(9 medlemmer) har Repræsentanternes Hus den lovgivende magt. Præsidenten har den udøvende magt.
Der er to dominerende politiske partier i Palau. Et, som er for aftalen med USA, og et, som ikke er.

## Økonomi
Palau er et af de rigeste lande i Stillehavet. Det er en lille økonomi, og derfor har støtten fra USA fået en stor betydning. Der blev udbetalt i alt 450 mio. $ fordelt på 15 år. Som tillæg i aftalen hjalp USA helt gratis Palau med sundhedsvæsen, luftsikkerhed, vejrforudsigelse og evt. katastrofehjælp. I 2009 ophørte udbetalingen. Puljen af optjente penge, som var på 144 mio. $ blev opbrugt kort tid efter, derfor ligger udfordringen i at viderebringe velfærden.
Udover de penge Palau investerer, arbejder de også med infrastruktur og udbygning af turismen. Der er grundlag for en stor turisme, men man har fra regeringens side besluttet, at det er lige så vigtigt at bibeholde naturen. Palau er kendt for smukke strande og gode dykkerfaciliteter. Øerne tiltrækker ca. 40.000 turister om året.
Fiskeri og landbrug er også vigtige for økonomien. Man eksporterer især kopra, men turismen giver flere penge. 

## Demografi
Uddybende artikel: Palaus demografi
Der har boet folk på Palau i mange tusinde år. Derfor har de fået deres egne racetræk, som minder meget om andre polynesiere. Hvide, filippinere og malaysiere udgør minoriteter. 
Da øerne blev koloniseret, blev de også gjort kristne. 38 % er katolikker, 25 % er protestanter, mens 27 % tilhører Modekngei eller andre naturreligioner. 
I 2008 rapporterede palæoantropologen Lee Berger om fund af menneskeknogler fra små individer i øde huler, der var begravet for 900 til 2.900 år siden.
De ældste individer var blot 94-120 høje og vejede ca. 32–41 kg. 
Deres hjerne har været på blot 380 kubikcentimeter.